# Chapelle du Souvenir (Flers)
La chapelle du Souvenir dite aussi chapelle de l'ancien petit séminaire ou chapelle de l'Immaculée Conception est une chapelle catholique située à Flers, en France.

## Localisation
La chapelle est située dans le département français de l'Orne, sur la commune de Flers, 12 rue du Champ-de-Foire.

## Historique
L'édifice, destiné à honorer les professeurs et élèves morts lors de la Première Guerre mondiale date du  deuxième quart du XXe et est bâti de 1926 à 1932. L'architecte Louis Pignard est alors architecte diocésain. Le financement provient d'une souscription réalisée dans le diocèse de Sées.
Le décor est réalisé par le peintre Émile Beaume, Prix de Rome en 1921 et par Louis Barillet, ami de Maurice Denis, sur demande du directeur de l'école, le chanoine Robveille.
Une Association de Sauvegarde de la Chapelle du Souvenir voit le jour en 1983 et assure les visites ainsi que les restaurations nécessaires. L'édifice fait régulièrement l'objet de visites guidées ou libres lors des journées européennes du patrimoine.
L'édifice est classé au titre des monuments historiques le 19 mai 2006 : la chapelle et son décor intérieur, comprenant la totalité de son agencement (peintures murales, vitraux, autels, bancs, appliques murales) sont évoqués.

## Description
La chapelle est bâtie en béton armé, matériau peu coûteux et résistant.
« L'ensemble du décor est très représentatif de l’art sacré de l’époque, influencé par l’œuvre de Maurice Denis, et constitue un cas unique en Basse-Normandie ». L'édifice est remarquable également par l'unité de l'utilisation du style Art déco.
Barillet compose le vitrail sur le thème de la Vierge avec un usage dominant du bleu et compose un arbre de Jessé.
Les peintures extérieures réalisées par Beaume ont disparu mais fort heureusement pas celles de l'intérieur.